# Loubens (Ariège)
Loubens település Franciaországban, Ariège megyében. Lakosainak száma 277 fő (2022. január 1.). Loubens Artix, Baulou, Cazaux, Crampagna és Rieux-de-Pelleport községekkel határos.

## Népesség
A település népességének változása:
| Lakosok száma | 189  | 151  | 183  | 242  | 257  | 262  | 274  | 281  | 283  | 277  |
|               | 1968 | 1982 | 1990 | 2006 | 2013 | 2015 | 2017 | 2019 | 2020 | 2022 |